# Francesco Mattea
Francesco Mattea (* 17. Januar 1895 in Santhià; † 10. November 1973 in Turin) war ein italienischer Fußballschiedsrichter.

## Werdegang
Francesco Mattea war ein jüngerer Bruder des Fußballspielers und späteren -trainers Angelo Mattea, mit dem er beim Turiner Verein Piemonte FC und beim Casale FC erste fußballerische Erfahrungen sammelte.
Ab 1918 war Mattea als Schiedsrichter tätig; 1929 wurde er zum internationalen Schiedsrichter ernannt. Am 8. November 1931 leitete Mattea das Hinspiel im Finale des Mitropapokals 1931 zwischen dem Wiener AC und dem First Vienna FC, das im Zürcher Hardturm-Stadion mit 2:3 endete.
Bei der Fußball-Weltmeisterschaft 1934 im eigenen Land gehörte Mattea zusammen mit Rinaldo Barlassina und Albino Carraro zu den ersten italienischen WM-Schiedsrichtern der Fußballgeschichte. Er leitete das Achtelfinale Deutschland gegen Belgien (5:2), das im Stadio Comunale Giovanni Berta von Florenz stattfand, sowie das Viertelfinale Österreich gegen Ungarn (2:1) im Bologneser Stadio Littorale.
Im Jahr 1936 wurde Mattea als Erster überhaupt mit dem Premio Giovanni Mauro als bester Schiedsrichter der abgelaufenen Serie-A-Saison geehrt. Am 6. Juni 1937 pfiff er im Stadio Comunale Giovanni Berta in Florenz das Finalspiel der Coppa Italia 1936/37, in dem sich der CFC Genua mit 1:0 gegen die AS Rom durchsetzte.
Mattea war bis 1943 in Italiens höchster Spielklasse aktiv. Seine letzte von insgesamt 180 Serie-A-Partien leitete er im Alter von 48 Jahren am 4. April 1943 beim Spiel der AC Mailand gegen der AGC Bologna im Mailänder Stadio San Siro (3:2).
Francesco Mattea starb im November 1973 im Alter von 78 Jahren in Turin.